# 崔仁贞
崔仁贞（1990年5月21日—）是一名韩国击剑运动员。她在2012年夏季奥林匹克运动会中，参加了女子团体重剑比赛并获得银牌。她也参加了2016年夏季奥林匹克运动会，未获得奖牌。